# Mélanie Hahnemann
Pour les articles homonymes, voir Hahnemann.
Mélanie Hahnemann, née Marie Mélanie Le Cat d'Hervilly le 2 février 1800 à Bruxelles et morte le 27 mai 1878 dans le 8e arrondissement de Paris, est une artiste et homéopathe française d'origine belge.
Mariée en 1835 au médecin allemand Samuel Hahnemann, l'inventeur de cette pratique, elle est la première femme à avoir exercé cette profession.

## Biographie
Marie Mélanie Le Cat d'Hervilly naît le 2 février 1800 à Bruxelles[réf. nécessaire]. Maltraitée dans son enfance, elle vit dans la famille adoptive de son professeur d'art Guillaume Guillon-Lethière, à Paris. Elle vit en vendant ses tableaux. À 30 ans, en 1830, elle reçoit le nom de famille Gohier en tant que fille adoptive, à titre posthume, de Louis-Jérôme Gohier, président du Directoire renversé en 1799 par Napoléon
Pendant l'épidémie de choléra à Paris de 1832, elle découvre l'homéopathie. En 1834, elle visite Samuel Hahnemann, l'inventeur de cette pratique, à Köthen en Allemagne. Ils se marient l'année suivante, puis ouvrent une clinique à Paris. Elle est d'abord son élève et assistante, puis bientôt une homéopathe en son propre nom. Elle est diplômée de l'Académie homéopathique fondée par John Helfrich (en) (1795-1852) à Allentown, en Pennsylvanie.
À la mort de Samuel Hahnemann en 1843, elle poursuit l'activité de la clinique, et rédige son dernier ouvrage, Organon. En 1847, elle est jugée coupable d'exercice illégal de la médecine. Elle continue pourtant à pratiquer et obtient finalement une licence médicale en 1872. Elle reste cependant une personnalité controversée, à la fois comme médecin et comme homéopathe.
Elle meurt le 27 mai 1878 en son domicile, au no 104, rue du Faubourg-Saint-Honoré dans le 8e arrondissement de Paris, avant d'être enterrée dans le cimetière du Père-Lachaise  (19e division).
Orateur au colloque de Nérac (21 au 23 octobre 2015), Laurent Angard, professeur de lettres, docteur en littérature française de  l'université de Haute-Alsace et spécialiste d'Alexandre Dumas émet l'hypothèse qu'elle aurait pu être une source d'inspiration pour la création de la Reine Margot d'Alexandre Dumas, héroïne du roman éponyme. Sa conférence est recueillie dans les actes de ce colloque.